# Josef Potpeschnigg
Josef Potpeschnigg (* 19. März 1809 in Radkersburg; † 22. Oktober 1893 in Graz) war ein österreichischer Jurist und Politiker.

## Leben
Potpeschnigg war der Sohn eines Arztes. Er besuchte das Gymnasium Graz und studierte von 1827 bis 1831 Rechtswissenschaft an der Universität Graz und wurde dort zum Dr. jur. promoviert. Seit 1831 war er Sekretär der steiermärkischen Sparkasse, später deren Kanzleidirektor und Rechtskonsulent.
1842 heiratete er Marie von Holtei, die Tochter des  Schriftstellers Karl von Holtei. Dieser zog zu seinem Schwiegersohn nach Graz, wodurch dessen Haus ein kultureller Treffpunkt in der Stadt wurde.
Vom 13. Juni 1848 bis 28. Dezember 1848 war er für den Wahlkreis Steiermark in Graz Mitglied der Frankfurter Nationalversammlung in der Fraktion Casino.